# Tarpan dziki (podgatunek)

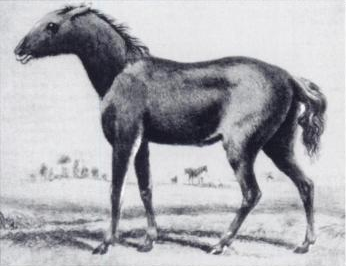
Szkic z 1841 przedstawiający tarpana

Tarpan dziki (Equus ferus ferus) – wymarły podgatunek tarpana dzikiego, gatunku ssaka nieparzystokopytnego z rodziny koniowatych (Equidae). Zamieszkiwał obszary leśne Europy. Przez niektórych badaczy jest uważany za jednego z przodków konia domowego.

## Wygląd
Koń mały, mierzący w kłębie ok. 130 cm, waga do 300 kg. Długość ogona wynosi 90 - 110 cm. Maść myszata, u źrebiąt czerwonawy odcień. Na grzbiecie ciemna, wyraźna pręga przebiegająca wzdłuż kręgosłupa, końce nóg czarne. Grzywa i ogon czarne. Tarpan leśny miał jaśniejsze umaszczenie zimowe.

## Potomkowie
W okolicach Puszczy Białowieskiej tarpany przetrwały do 1780 roku (lub 1786), kiedy to zostały odłowione i umieszczone w zwierzyńcu hrabiów Zamoyskich koło Biłgoraja. Najdłużej tarpany przetrwały jednak na stepach Ukrainy (ostatnie dzikie konie wymarły tam na początku lat 80. XIX wieku), nad Donem i Morzem Czarnym. W 1866 i 1870 roku, do ogrody zoologicznego w Moskwie trafiły tarpany odłowione w powiecie chersońskim i dnieprzańskim
W 1808 roku z powodu panującej biedy tarpany ze zwierzyńca Zamojskich zostały rozdane okolicznym chłopom, tam w wyniku krzyżowania z lokalnymi końmi wykształciła się rasa nazwana przez prof. Tadeusza Vetulaniego konikiem polskim. Naukowiec ten rozpoczął w 1936 roku pracę nad odtworzeniem dzikich tarpanów leśnych w Puszczy Białowieskiej na bazie koników polskich. W czasie II wojny światowej hodowla została zniszczona, a część koników wywieziono do Niemiec.
W 1949 ocalałe koniki trafiły do Popielna, tam w Instytucie Genetyki i Hodowli Doświadczalnej PAN prowadzi się nad nimi badania naukowe i hodowlę zachowawczą. Przebywają one na otwartej przestrzeni, opieka ogranicza się do podawania siana w zimie. W warunkach rezerwatowych są też utrzymywane w Stacji Doświadczalnej Uniwersytetu Przyrodniczego w Poznaniu.